# La Campa
La Campa è un comune dell'Honduras facente parte del dipartimento di Lempira.
Il comune venne istituito nel 1921 con parte del territorio del comune di Gracias.